# Bognera
Bognera — монотипный род многолетних вечнозелёных травянистых растений семейства Ароидные (Araceae), включающий единственный вид Bognera recondita.

## Ботаническое описание
Вечнозелёные травы с ползучими корневищами.

### Листья
Катафиллы в высохшем виде красновато-коричневые, опадающие и сохраняющиеся.
Листьев несколько, вертикальные. Черешки вложенные в короткие влагалища, опушённые, с небольшим коленцем в основании и на вершине.
Листовая пластинка овальная, в основании закруглённая, на вершине острая, сверху гладкая, снизу мелкоопушённая, особенно вдоль жилок. Первичные боковые жилки перистые, около 12 с каждой стороны, соединяются в общую краевую жилку; вторичные боковые жилки дугообразные и более-менее параллельные первичным; мелкие жилки образуют сетчатый узор.

### Соцветия и цветки
Соцветие единичное, вертикальное. Цветоножка короче черешков, с тремя катафиллами. Покрывало вертикальное, широкояйцевидное, свёрнутое в нижней 2⁄3 части, без перетяжки, остроконечное на вершине, постоянное.
Початок по длине почти равный покрывалу, репродуктивный до самой вершины или большей частью со стерильными цветками на вершине; женская часть с редкими цветками, полностью сросшаяся с покрывалом, отделённая от мужской зоны стерильной зоной с очень редко расположенными цветками; цветки в мужской зоне расположены плотно.
Цветки однополые, околоцветник отсутствует. Мужской цветок состоит из 3—4 тычинок, сросшихся в синандрии; синандрии усечённые, неправильно ромбовидные, несколько куполообразные, обычно с центральным разрезом; общий связник очень толстый; теки эллипсоидно-продолговатые, боковые, вскрывающиеся верхушечным, очень широким разрезом; пыльца широкоэллипсоидная, большая (50—60 мкм). Стерильные мужские цветки обычно состоят из 4 стаминодиев, нижние из них более-менее свободные и округлые, верхние почти полностью сросшиеся и неправильной формы, иногда все четыре сросшиеся, оставляя лишь центральный разрез. Женские цветки: гинецей состоит иногда из отдалённых спиралей; завязь сжато-шаровидная, одногнёздная; семяпочка одна, анатропная; фуникул короткий; плацента базальная; рыльце сидячее, дискообразное, широкое.

## Распространение
Эндемик Северной Бразилии.
Растёт в тропических влажных лесах, среди лесной подстилки, на песчаной почве.